# بهبود مستمر
یک فرآیند بهبود مستمر (به اختصار CIP یا CI) تلاشی مداوم برای بهبود محصولات، خدمات یا فرآیندها است. این تلاش‌ها می‌توانند به دنبال بهبود «تدریجی» در طول زمان یا بهبود «پیشرفت ناگهانی» به‌طور همزمان باشند. فرآیندهای تحویل (ارزش‌گذاری شده توسط مشتری) به‌طور مداوم با توجه به کارایی، اثربخشی و انعطاف‌پذیری خود ارزیابی و بهبود می‌یابند.
برخی، فرآیندهای بهبود مستمر را به‌عنوان یک فرافرآیند برای بیشتر سامانه‌های مدیریتی (مانند مدیریت فرآیندهای کسب‌وکار، مدیریت کیفیت، مدیریت پروژه و مدیریت برنامه) می‌بینند. دابلیو. ادواردز دمینگ، از پیشگامان این حوزه، آن را بخشی از «سامانه» می‌دانست که به موجب آن بازخورد فرآیند و مشتری در برابر اهداف سازمانی ارزیابی می‌شد. این واقعیت که می‌توان آن را یک فرآیند مدیریتی نامید، به این معنی نیست که باید توسط «مدیریت» اجرا شود؛ بلکه تنها به این معنی است که در مورد اجرای فرآیند تحویل و طراحی خود فرآیند تحویل تصمیم‌گیری می‌کند. تعریف گسترده‌تر، تعریف موسسه تضمین کیفیت است که «بهبود مستمر را به‌عنوان یک تغییر تدریجی و بی‌پایان تعریف کرد که عبارت است از: ... بر افزایش اثربخشی و یا کارایی یک سازمان برای تحقق سیاست و اهداف آن متمرکز است. این امر محدود به ابتکارات کیفی نیست. بهبود در استراتژی کسب‌وکار، نتایج کسب‌وکار، روابط مشتری، کارمند و تأمین‌کننده می‌تواند مشمول بهبود مستمر باشد. به عبارت ساده، به معنای «همیشه بهتر شدن» است.
ویژگی‌های کلیدی فرآیند بهبود مستمر به طور کلی عبارتند از:
بازخورد: اصل اساسی بهبود مستمر فرآیند، خود-بازتابی فرآیندها است.
کارایی: هدف فرآیند بهبود مستمر، شناسایی، کاهش و حذف فرآیندهای غیربهینه است.
تکامل: تأکید فرآیند بهبود مستمر بر گام‌های تدریجی و پیوسته است، نه جهش‌های بزرگ.

## نیازمندی‌ها
بهبود مستمر نیاز به موارد زیر دارد:
- پشتیبانی مدیریت
- مراحل بازخورد و تجدید نظر
- مالکیت واضح فرایند
- صاحب اختیار بودن کارمند
- قابل لمس بودن ماتریس‌ها به طوری که بتوان نتیجه پیشرفتهای فرایندها را اندازه‌گیری کرد.

بهبود مستمر می‌تواند در قالب نتیجه یک بازنگری یا ارتقای رسمی خدمات یا به عنوان یک فعالیت پیشگیرانه توسط هر فردی که یک فرایند را اجرا می‌کند انجام شود.

در اینجا گویا پیشنهاد می‌شود که بهبود مستمر به صورت یک فعالیت پایدار با اجرای مداوم دیده شود نه به صورت یک ترمیم سریع و ناگهانی.

برای بهبود هر فرایندی مراحل زیر باید انجام شود:
- فرایند اصلی و جاری باید به صورت واضح و روشن تعریف شده و مستند شود
- چندین مثال از معایب و نقصهای فرایند جاری باید مطرح شود.
- ذینفعان یک فرایند باید در تمامی بحثهای مربوط به توسعه درگیر باشند
- محیط شفافی لازم است در زمانی که فرایند جاری تجزیه و تحلیل می‌شوند و عوامل کاستی و نکات ضعف فرایندها شناخته می‌شود و در توصیه‌ها و راه حلهای پیشنهادی برای توسعه و پیشرفت.
- هر بهبودی در فرایند باید مورد موافقت قرارگرفته، مستند گردد، مکاتبه شود و سنجه‌های آن در زمانهای مناسب اندازه‌گیری شود تا بتوان سطح و میزان موفقیتی که به‌دست آمده اندازه‌گیری کرد و بتوان مشخص کرد که توسعه و بهبود بیشتری نیاز است یا خیر.

بهبود مستمر می‌تواند اغلب با کاهش پیچیدگی و کاهش نقاط بالفعل ناتوانی و شکست (بوسیله بهبود ارتباطات، ابزار و کنترل خودکار) و گذاشتن نقطه‌های مقابله و امن نگهداشتن در مکان برای حفظ کیفیت در جریان اجرای فرایندها به‌دست آید.

## متدولوژی‌های بهبود مستمر
- Lean production
- Six Sigma
- Kaizen

بهبود مستمر مدل DRIVE توسط پروفسور جان اس الکلند، استاد تعالی سازمانی فراگیر ارائه شده که شامل پنج مرحله است که عبارتند از
1. تعریف مسئله
2. بررسی و کنکاش
3. ارائه راه حل
4. تأیید راه حل
5. اجرا